# Crovettia
Crovettia  (лат.) — род ос из семейства дрииниды (Chrysidoidea, Aphelopinae). Около 15 видов. Неарктика, Неотропика, Ориентальная и Австралийская области (отсутствуют в Афротропике и Палеарктике). 

## Описание
Длина 2—3 мм. Самки и самцы крылатые. Затылочный киль полный. Формула щупиков (нижнечелюстные — нижнегубные): 5—2, 5—3, 6—2 или 6—3. Переднее крыло с одной костальной ячейкой; птеростигма развита.
Паразитоиды равнокрылых насекомых из семейства горбатки (Membracidae).

## Систематика
- Crovettia barbara Olmi, 1984 — Бразилия
- Crovettia begret Olmi, 1996[4]
- Crovettia brasiliana Olmi, 1984 — Бразилия
- Crovettia cardaleae (Olmi, 1991)[1] (=Paraphelopus cardaleae)
- Crovettia colombiana Olmi, 1984 — Колумбия
- Crovettia finnamorei Olmi, 1991
- Crovettia hansoni (Olmi, 1991) (=Biaphelopus hansoni)
- Crovettia huggerti Olmi, 1996[4]
- Crovettia masneri (Olmi, 1984) (=Biaphelopus masneri) — Непал
- Crovettia nearctica Olmi, 1984 — США
- Crovettia neotropica Olmi, 1984 — Бразилия
- Crovettia nigra (Olmi, 1993) (=Paraphelopus niger)[5]
- Crovettia plaumanniana Olmi, 1984 — Бразилия
- Crovettia theliae (Gahan, 1918) (=Aphelopus theliae)
- Crovettia townesi (Olmi, 1991) (=Paraphelopus townesi)[1] — Китай, Таиланд, Тайвань
  - =Paraphelopus liangshanensis  Xu & He, 1996[6]
  - =Paraphelopus tianmushanensis  Xu & He, 1996
- Crovettia wilkersoni Olmi, 1998[7]